# Niakaramadougou
Niakaramadougou är en underprefektur i Elfenbenskusten. Den ligger i departementet med samma namn, i den centrala delen av landet, 210 km norr om huvudstaden Yamoussoukro.